# كأس روسيا لكرة القدم 2012–13
كأس روسيا لكرة القدم 2012–13 (بالروسية: Кубок России по футболу 2012/2013)‏ هو الموسم 21 من  كأس روسيا لكرة القدم. أقيم خلال الفترة 11 يوليو 2012 وحتى 1 يونيو 2013، وأشرف على تنظيمه اتحاد روسيا لكرة القدم، وكان عدد الأندية المشاركة فيه  108، وفاز فيه نادي سيسكا موسكو.